# Goldener Violinschlüssel
Der Goldene Violinschlüssel gilt in der Schweiz als die höchste Auszeichnung auf dem Gebiet der Volksmusik. Es ist eine Auszeichnung für Personen, die sich im Bereich der schweizerischen klingenden Folklore wie Ländler- und Blasmusik sowie dem Chor- und Jodelgesang besonders verdient gemacht haben. Die Auszeichnung hat in der Schweizer Volksmusikszene den grössten Stellenwert. Sie ist nicht mit einem Geldbetrag verbunden.
Initiiert wurde das goldene Emblem 1958 von Paul Künzi. Seine Idee weckte das Interesse seiner Freunde Ernst Blaser, Jochem Schlatter, Robert Ehrismann und Peter Casanova. Der Verein wurde 1978 gegründet und Peter Casanova zum ersten Präsidenten gewählt (weitere Präsidenten: Robert Schweizer, Rolf Zwahlen, Walter Näf).
Kandidaten für den Goldenen Violinschlüssel werden in der Regel von den entsprechenden nationalen Verbänden vorgeschlagen (Eidgenössischer Jodlerverband, Schweizerischer Blasmusikverband, Verband Schweizer Volksmusik, Gesellschaft für die Volksmusik in der Schweiz) und der erweiterte Vorstand des Vereins wählt im Januar jedes Jahres einen neuen Träger aus den Kandidaten, dem die Auszeichnung dann in festlichem Rahmen überreicht wird.
Der Goldene Violinschlüssel führt regelmässig Veranstaltungen mit Trägern des Goldenen Violinschlüssels durch.
Die Schweizer Folklore-Illustrierte Alpenrosen ist das Organ des «Goldenen Violinschlüssels». Informationen und Artikel rund um die Verleihungen werden regelmässig darin publiziert.
Aus Anlass seines fünfundzwanzigjährigen Bestehens wurde eine Doppel-CD mit Beiträgen aller Träger des Goldenen Violinschlüssels herausgegeben.

## Träger des Goldenen Violinschlüssels
- 1979: Ernst Gartmann
- 1980: Paul Duppenthaler
- 1981: Kitty Weinberger
- 1982: Abbé Bessire
- 1983: Hans Fischer
- 1984: Norbert Oberholzer
- 1985: Franz Regli
- 1986: Wysel Gyr
- 1987: Kurt Seiler
- 1988: Heidi Bruggmann
- 1989: Gottfried Aegler
- 1990: Jakob Farner
- 1991: Domenic Janett
- 1992: Beatrice Alli-Pani
- 1993: Franz Stadelmann
- 1994: Werner Strassmann
- 1995: Hans Aregger
- 1996: Adolf Stähli
- 1997: Hans Niederdorfer
- 1998: Dölf Mettler
- 1999: Urs Mangold
- 2000: Edy Wallimann
- 2001: Ewald Muther
- 2002: Hans-Jürg Sommer
- 2003: Willi Valotti
- 2004: Ruedi Wyss
- 2005: Walter Grob
- 2006: Marie-Theres von Gunten
- 2007: Alex Eugster
- 2008: Walter Alder
- 2009: Emil Wallimann
- 2010: Ueli Mooser
- 2011: Peter Roth
- 2012: Carlo Brunner
- 2013: Res Schmid
- 2014: Wolfgang Sieber
- 2015: Hermann Studer
- 2016: Ruedi und Heidi Wachter-Rutz
- 2017: Dani Häusler
- 2018: Arno Jehli
- 2019: Ruedi Renggli
- 2020: René Wicky[1]
- 2021: Johannes Schmid-Kunz
- 2022: Claudia Muff[2]
- 2023: Thomas Aeschbacher